# Кошелево 1 (платформа)
«Кошелево 1» (бел. Кошалева 1) — остановочный пункт, расположенный в деревне Кошелево Брестского района.
Железнодорожная платформа находится между платформой Харитоны и станцией Брест-Восточный.